# Bandatlasmätare
Bandatlasmätare Lomographa temerata är en fjärilsart som beskrevs av Michael Denis och Ignaz Schiffermüller, 1775. Bandatlasmätare ingår i släktet Lomographa och familjen mätare, Geometridae. Arten är reproducerande i Sverige. Inga underarter finns listade i Catalogue of Life.

## Bildgalleri

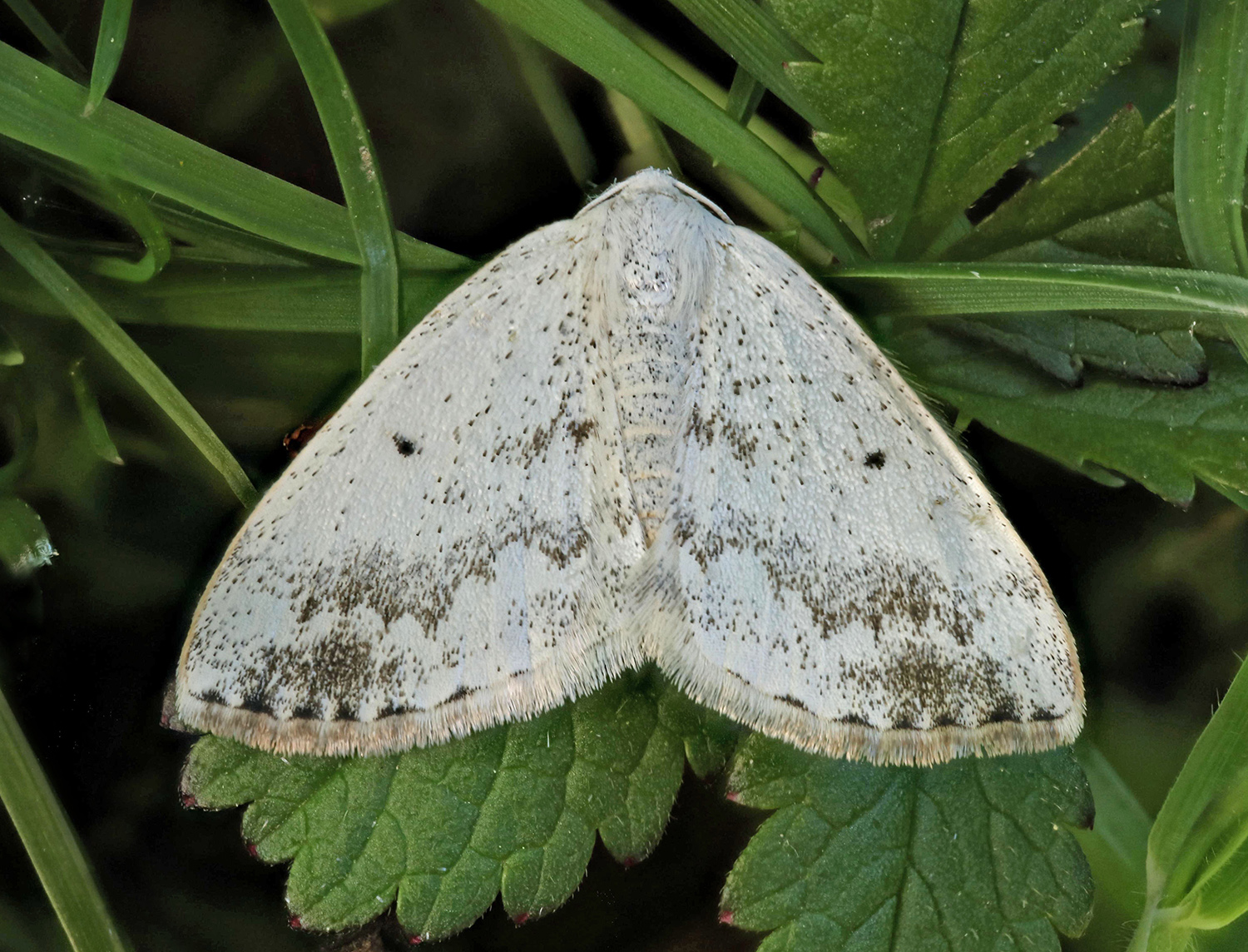
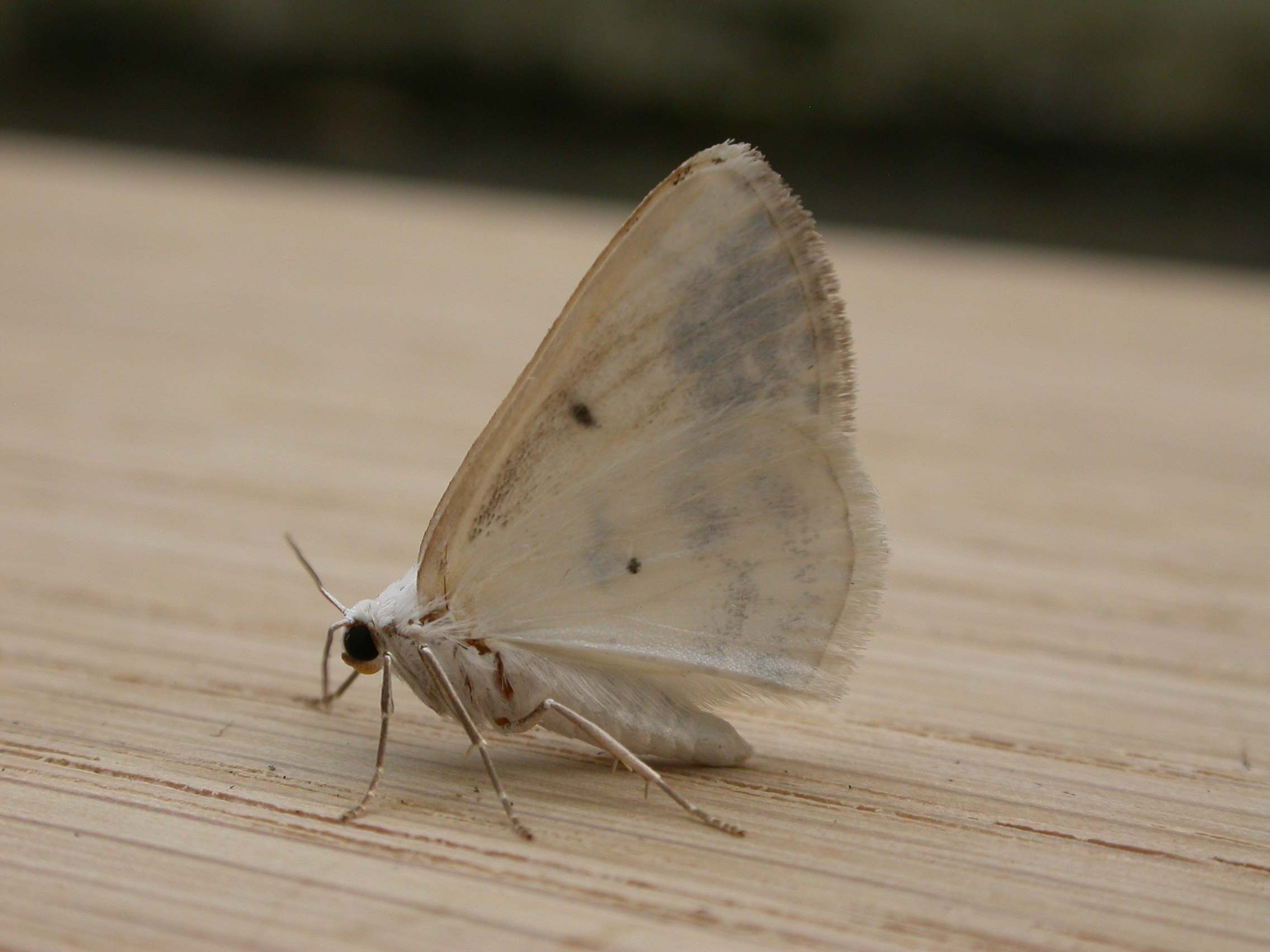
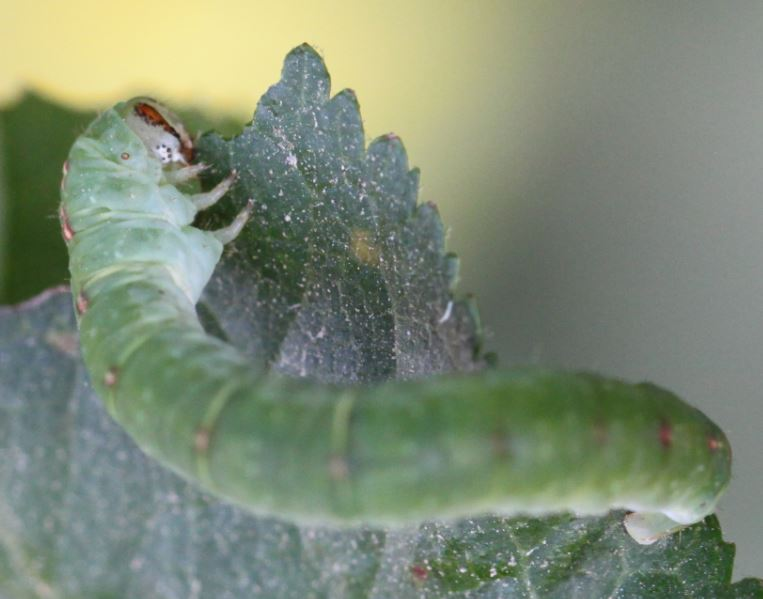